# ドデセノイル-CoAイソメラーゼ
ドデセノイル-CoA イソメラーゼ(Dodecenoyl-CoA isomerase、EC 5.3.3.8)は、以下の化学反応を触媒する酵素である。
(3Z)-ドデサ-3-エノイル-CoA{\displaystyle \rightleftharpoons }(2E)-ドデサ-2-エノイル-CoA
従って、この酵素の基質は(3Z)-ドデサ-3-エノイル-CoAのみ、生成物は(2E)-ドデサ-2-エノイル-CoAのみである。
この酵素は異性化酵素、特にC=C結合を転移する分子内酸化還元酵素に分類される。系統名は、ドデセノイル-CoA (3Z)-(2E)-イソメラーゼ(dodecenoyl-CoA (3Z)-(2E)-isomerase)である。他に、ドデセノイル-CoA Δ-3-cis-Δ2-trans-イソメラーゼとも呼ばれる。この酵素は、脂肪酸代謝に関与している。

## 構造
2007年末時点で、12個の構造が解明されている。蛋白質構造データバンクのコードは、1HNO、1HNU、1K39、1PJH、1SG4、1WDK、1WDL、1WDM、1XX4、2CQU、2D3T及び2F6Qである。